# Archipel Alexandre
Pour les articles homonymes, voir Alexandre.

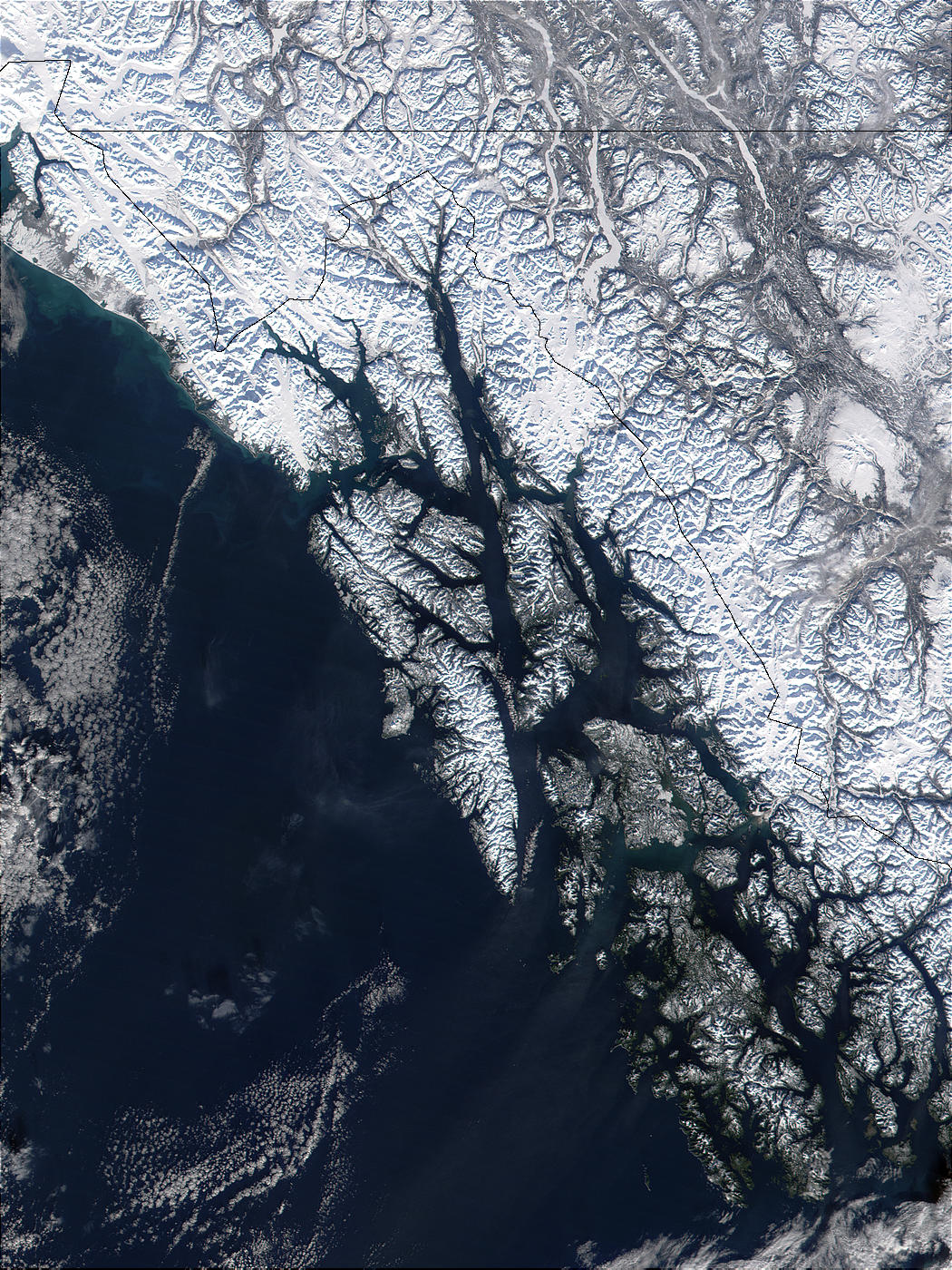
Photographie satellite MODIS de l'archipel Alexandre

L'archipel Alexandre (en anglais : Alexander Archipelago) est un groupe de quelque 1 100 îles situées dans les eaux côtières de l'Alaska du Sud-Est en Amérique du Nord, dont les principales sont :
- l'île Chichagof au nord ;
- l'île de l'Amirauté ou Admiralty Island à l'est de Chichagof ;
- l'île Baranof (ou Sitka) au centre ouest ;
- l'île Kupreanof à l'est de Baranof ;
- l'île Wrangell à l'est de Kupreanof ;
- l'île du Prince-de-Galles au sud ;
- l'île Revillagigedo à l'est de la précédente ;
- l'île Dall ;
- l'île Etolin ;
- l'île Killisnoo, etc.

La côte ouest des plus extérieures d'entre elles, essentiellement les îles Chichagof, Baranof, Kruzof et Yakobi, borde l'océan Pacifique. C'est une zone dangereuse pour la navigation, appelée aussi passage Intérieur.
La multitude de ces îles Alexandre et leur littoral très découpé représentent un périmètre de côtes équivalant à un total de 29 000 km. À ce nombre s'ajoutent la longueur des estuaires au nombre de 10 000 et celle des cours d'eau qui cumulent 22 128 km, tout cela alors que la longueur « hors-tout » de l'ensemble n'excède pas 500 km.
Leur végétation intérieure est formée de forêts humides et denses.
Elles sont d'abord habitées par les Tlingits et les Haïdas, deux peuples amérindiens.
Des Russes explorent la région dès 1741. Le nom de l'archipel fait référence au tsar de 1855 à 1881 Alexandre II de Russie. L'archipel passe sous domination américaine en 1867 lors de l'achat de l'Alaska par Washington. 
Les Tsimshians arrivent sur l'île Annette à la fin du XIXe siècle.